# オスカル・ペレス (1973年生のサッカー選手)
オスカル・ペレス・ロハス（Óscar Pérez Rojas、1973年2月1日 - ）は、メキシコ出身の元サッカー選手。元メキシコ代表。身長170cmと小柄なGK。

## 経歴
2002年の日韓ワールドカップ、2010年の南アフリカワールドカップではメキシコ代表の正GKを務め、共にチームのベスト16入りに貢献した。

## 代表歴

### 出場大会
- メキシコ代表
  - コパ・アメリカ1995
  - FIFAコンフェデレーションズカップ1997
  - 1998 CONCACAFゴールドカップ
  - 1998 FIFAワールドカップ
  - コパ・アメリカ1999
  - FIFAコンフェデレーションズカップ1999
  - 2000 CONCACAFゴールドカップ
  - コパ・アメリカ2001
  - 2002 FIFAワールドカップ
  - 2003 CONCACAFゴールドカップ
  - コパ・アメリカ2004

### 試合数
- 国際Aマッチ 56試合 0得点（1997年-2010年）[1]

| メキシコ代表 | 国際Aマッチ | 国際Aマッチ |
| 年           | 出場        | 得点        |
| ------------ | ----------- | ----------- |
| 1997         | 1           | 0           |
| 1998         | 6           | 0           |
| 1999         | 4           | 0           |
| 2000         | 7           | 0           |
| 2001         | 13          | 0           |
| 2002         | 10          | 0           |
| 2003         | 1           | 0           |
| 2004         | 1           | 0           |
| 2005         | 4           | 0           |
| 2006         | 0           | 0           |
| 2007         | 0           | 0           |
| 2008         | 0           | 0           |
| 2009         | 2           | 0           |
| 2010         | 7           | 0           |
| 通算         | 56          | 0           |

## タイトル
- クルス・アスル
  - メキシコ・リーグ 1997冬季
  - メキシコ・カップ 1996
  - CONCACAFチャンピオンズカップ 1996, 1997